# Kanton Arlanc
Arlanc is een voormalig kanton van het Franse departement Puy-de-Dôme. Het kanton maakte deel uit van het arrondissement Ambert tot het op 22 maart 2015 werd opgeheven en de gemeenten werden opgenomen in het kanton Ambert.

## Gemeenten
Het kanton Arlanc omvatte de volgende gemeenten:
- Arlanc (hoofdplaats)
- Beurières
- Chaumont-le-Bourg
- Doranges
- Dore-l'Église
- Mayres
- Novacelles
- Saint-Alyre-d'Arlanc
- Saint-Sauveur-la-Sagne